# Stigningsregn
|  | Dublet Denne artikel handler om det samme som Orografisk nedbør. (Diskutér artiklen) |

Stigningsregn eller orografisk nedbør er regn der falder når en luftstrøm tvinges op over f.eks. et bjerg. Hvis luftstrømmen er umættet afkøles den først tør-adiabatisk indtil dugpunktet med 9.8 grader C pr km (højde), herefter sker det fugt-adiabatisk og dampen fortættes til regn og temperaturen falder herefter kun 5 grader pr km. Hvis den fugt-adiabatiske opstigning har strakt sig over eksempelvis 1000 m, er temperaturen der faldet 5 grader. 
På den anden side af bjerget ophører regnen, og temperaturen stiger med 9.8 grader Celsius pr. km. Her vil den nu tør-adiabatiske luftstrøm øge temperaturen med 9.8 grader, dvs 4.8 grader varmere end på opstigningssiden. Strækker dette forløb sig over 2 km op og ned vil luften blive 10 grader varmere. Denne tørre og varmere vind kaldes en føhnvind.

## Fodnoter
1. ↑  "stigningsregn". Den Store Danske (lex.dk online udgave).
2. ↑  Duus, Karsten; Ranfelt, Jesper; Sanden, Elsebeth; Witzke, Agnes. Alverdens Geografi (1. udgave), Geografiforlaget 2008, side 42. ISBN 87-7702-424-9.